# 江紑
江紑（5世紀—527年），字含潔（或含絜），濟陽考城人，南北朝南梁人，因有孝行而聞名。
江紑是劉宋吏部尚書江夷的後裔，父親則是南梁光祿大夫江蒨。江紑自幼有孝順的本性，十三歲時父親有眼病，他在旁侍疾整個月，不能安睡。晚上他夢見有一名僧人對他說：「患上眼病，飲慧眼水一定會痊癒。」醒來後，江紑到處問有慧眼水的地方，但沒有人知道。他和三叔江祿一同到草堂寺找智者法師詢問，智者說：「《無量壽經》云：『慧眼見真，能渡彼岸。』」於是江蒨跟著智者到同夏縣界牛屯里布施建寺，並請求朝廷賜寺名。朝廷下詔：「純臣孝子，往往會有感應。晉朝的顏含夢見童子送藥；而現在智者知道你感夢，要喝飲慧眼水。慧眼則是五眼其中一號，如果造寺，可以用慧眼為名。」建寺後打通一口井，井水比平常泉水清澈，江蒨取水洗眼和煮藥後就開始好轉，最後痊癒，時人都認為孝感動天。
南康王蕭績出任南兗州刺史，徵召江紑為主簿。江紑個性文靜，好老、莊的道家玄言，又擅長佛理，不喜歡做官。父親去世，他住在墳墓旁，整天不停號哭，月多後就去世。

## 家族
- 七世祖東晉護軍將軍江虨[2]
- 六世祖東晉驃騎諮議參軍江敳[2]
- 五世祖劉宋尚書右僕射江夷[2]
- 高祖父劉宋吏部尚書江湛[2]
- 曾祖父劉宋著作佐郎江恁[2]
- 祖父南齊都官尚書江斆[2]
- 父親南梁光祿大夫江蒨[1][2]
- 兒子南陳尚書令江總[2]

## 引用
1. 1 2 3  《梁書·卷四十七·列傳第四十一》：江紑字含潔，濟陽考城人也。父蒨，光祿大夫。紑幼有孝性。年十三，父患眼，紑侍疾將朞月，衣不解帶。夜夢一僧云：「患眼者，飲慧眼水必差。」及覺說之，莫能解者。
2. 1 2 3 4 5 6 7 8 9 10  《南史·卷三十六·列傳第二十六》：江夷字茂遠，濟陽考城人也。祖虨，晉護軍將軍。父敳，驃騎諮議參軍。……子湛。……五子恁、恕、憼、愻、法壽皆見殺。……恁子斅。斅字叔文……子蒨。……蒨子紑。……紑字含絜，幼有孝性，年十三，父蒨患眼，紑侍疾將期月，衣不解帶。夜夢一僧云：「患眼者飲慧眼水必差。」及覺說之，莫能解者。……子總。
3. ↑  《梁書·卷四十七·列傳第四十一》：紑第三叔祿與草堂寺智者法師善，往訪之。智者曰：「《無量壽經》云：慧眼見真，能渡彼岸。」蒨乃因智者啓捨同夏縣界牛屯里舍爲寺，乞賜嘉名。敕答云：「純臣孝子，往往感應。晉世顏含，遂見冥中送藥。近見智者，知卿第二息感夢，云飲慧眼水。慧眼則是五眼之一號，若欲造寺，可以慧眼爲名。」及就創造，泄故井，井水清冽，異於常泉。依夢取水洗眼及煮藥，稍覺有瘳，因此遂差。時人謂之孝感。
4. ↑  《南史·卷三十六·列傳第二十六》：紑第三叔祿與草堂寺智者法師善，往訪之。智者曰：「無量壽經云：慧眼見真，能度彼岸。」蒨乃因智者啟舍同夏縣界牛屯裏舍為寺，乞賜嘉名。敕答云：「純臣孝子往往感應，晉時顏含遂見冥中送藥，又近見智者以卿第二息夢云飲慧眼水。慧眼則五眼之一號，可以慧眼為名。」及就創造，泄故井，井水清洌，異於恒泉。依夢取水洗眼及煮藥，稍覺有瘳，因此遂差。時人謂之孝感。
5. ↑  《梁書·卷四十七·列傳第四十一》：南康王爲南州，召爲迎主簿。紑性靜，好《老》、《莊》玄言，尤善佛義，不樂進仕。及父卒，紑廬于墓，終日號慟不絕聲，月餘卒。
6. ↑  《南史·卷三十六·列傳第二十六》：南康王為徐州，召為迎主簿。紑性沈靜，好莊、老玄言，尤善佛義，不樂進仕。及父卒，紑廬於墓，終日號慟不絕聲，月餘乃卒。

## 延伸阅读
[在维基数据编辑]
 《梁書/卷47》，出自姚思廉《梁書》